# Теодоракис, Микис
Ми́кис Теодора́кис (греч. Μίκης Θεοδωράκης, МФА: [ˈmicis θɛɔðɔˈɾacis]; 29 июля 1925[…] или 31 июля 1925, Хиос — 2 сентября 2021[…], Афины) — греческий композитор, общественный и политический деятель. Лауреат Международной Ленинской премии «За укрепление мира между народами» (1983).

## Биография
Родился 29 июля 1925 года на греческом острове Хиос. Его отец, юрист и государственный служащий, был выходцем с острова Крит, мать родилась в Малой Азии. С детства мальчик проявил интерес и любовь к музыке, свои первые песни он стал сочинять, ещё не умея играть на музыкальных инструментах. В возрасте 17 лет организовал хор в пелопоннесском городе Триполисе.
Во время Второй мировой войны Теодоракис участвовал в Движении Сопротивления. Был схвачен нацистами и подвергался пыткам.
Во время гражданской войны в Греции (1946—1949) композитор был отправлен в ссылку на остров Икария, а затем помещён в концлагерь на острове Макронисос, где также подвергался пыткам и избиениям.
В 1950 году окончил Афинскую консерваторию по классу композиции у Филоктитиса Икономидиса. Затем с 1954 по 1959 год в Парижской консерватории учился музыкальному анализу у Оливье Мессиана и дирижированию у Эжена Виго. Живя во Франции, много сочинял. К этому периоду относятся камерные прелюдии и сонатины, симфонические произведения и три балета.
В 1959 году композитор вернулся в Грецию. Организовал оркестр в Афинах и Музыкальное общество в Пирее. Занимался также политической деятельностью, в частности был депутатом парламента от Единой левой демократической партии (1964—1967). В апреле 1967 года вскоре после путча, устроенного «чёрными полковниками», Теодоракис ушёл в подполье. Полковники запретили его музыку, а вскоре композитор попал в тюрьму, где провёл пять месяцев. В 1968 году его освободили под давлением мирового общественного мнения и отправили в ссылку, но уже в 1969 году поместили в концлагерь Оропос (под Афинами). За него снова заступились всемирно известные деятели культуры, в частности, Д. Шостакович, Л. Бернстайн, А. Миллер, Г. Белафонте. Это возымело действие, и в апреле 1970 года композитор был освобождён. С 1970 года жил и работал во Франции. В изгнании продолжал борьбу, устраивая концерты в пользу борцов с хунтой. После падения хунты в июле 1974 года Теодоракис снова вернулся в Грецию.
В 1980-х и 1990-х годах несколько раз избирался в парламент, был министром в правительстве Константиноса Мицотакиса. Его племянница Маро Теодораки — известный греческий композитор. Всю жизнь Микис боролся за общечеловеческие ценности, за демократию в Греции. Основал Движение независимых граждан «Искра».
Скончался 2 сентября 2021 года после продолжительной болезни. В связи со смертью композитора в Греции объявлен трёхдневный национальный траур.

## Произведения
В 1961 году Микис Теодоракис положил поэму Одисеаса Элитиса «Достойно есть» на музыку, создав одноимённую ораторию.
Перу композитора принадлежат многочисленные симфонии, камерные произведения, а также популярные песни и танцы в народном стиле (циклы «Лирика», «Дионис», «Федра», «Море» и др.). В разные периоды он создал также оперу «Квартал ангелов»; балеты «Орфей и Эвридика», «Антигона», «Медея», «Лисистрата», «Песнь о мёртвом брате», «Любовники из Теруэля», музыка к драматическим спектаклям (к трагедии «Эдип-царь» Софокла и др.) и фильмам («Грек Зорба» М. Какоянниса, 1964); вокальные сочинения. Танец сиртаки, а также музыку к нему, написанную Микисом Теодоракисом, иногда называют «Танец Зорбы». После выхода фильма «Грек Зорба» на экран сиртаки стал самым популярным греческим танцем в мире и одним из символов Греции.

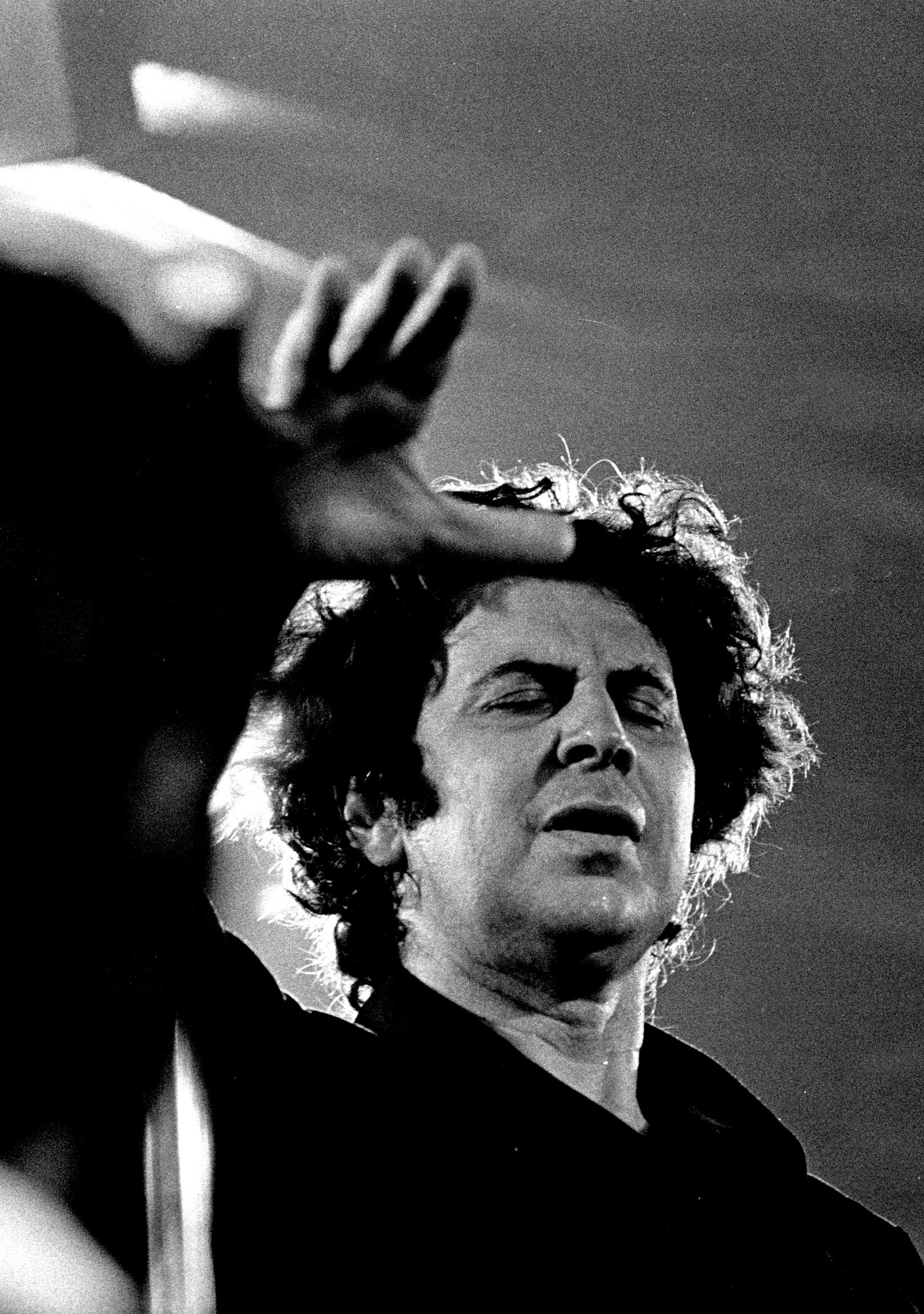
Микис Теодоракис в 1971 году

## Награды и премии
- Кавалер Большого креста ордена Феникса (Греция).
- Командор ордена Почётного легиона (Франция).
- Гранд-офицер ордена Заслуг (Люксембург).
- Орден Дружбы (10 марта 2007 года, Россия) — за большой вклад в укрепление и развитие российско-греческих культурных связей[15].
- Золотая медаль «За заслуги» Республики Сербия (2013 год, Сербия)[16].
- Международная Ленинская премия «За укрепление мира между народами» (1983).
- Премия Ленинского комсомола (1967) — за песни мужества и свободы, зовущие молодёжь на борьбу против угнетения, фашизма, за мир и лучшее будущее.